# Acericecis
Acericecis is een muggengeslacht uit de familie van de galmuggen (Cecidomyiidae).

## Soorten
- A. ocellaris (Osten Sacken, 1862)
- A. vitrina (Kieffer, 1909)